# Tullio d’Albisola
Tullio d’Albisola, Pseudonym von Tullio Mazzotti (* 2. Dezember 1899 in Albisola Superiore; † 19. Mai 1971 in Albissola Marina), war ein italienischer Keramiker, Bildhauer, Verleger und Schriftsteller.

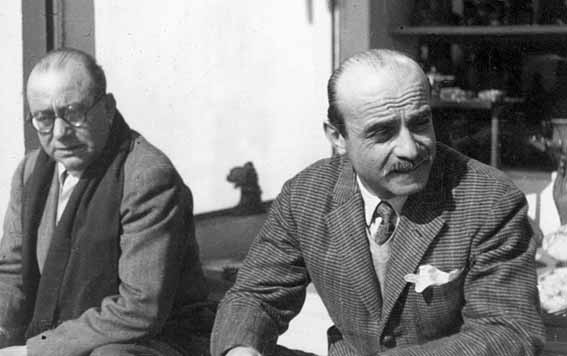
Tullio d’Albisola und Lucio Fontana (1949)

## Leben
Tullio Mazzotti war der zweite Sohn von Giuseppe (1865–1944), einem Töpfer, bekannt als Bausin, geboren in Bolzino (Ortsteil von Varazze), und Celestina Gerbino Promis. Ihr ältester Sohn hieß Torido (1895–1988), seine jüngere Schwester Vittoria. 1903 eröffnete Giuseppe Mazzotti in Albisola, Ortsteil Pozzo Garitta, die „Fabbrica di ceramiche d’arte tradizionale e moderne Giuseppe Mazzotti“. Für die Kunstkeramik war ein eigener Brennofen vorgesehen. Torido schrieb sich am Institut für Kunst und Handwerk in Savona ein, während Tullio in der Werkstatt seines Vaters blieb.
Zu Beginn des Ersten Weltkriegs arbeitete Torido als Zeichner bei Ansaldo und Tullio war als Soldat bei den Ingenieuren des Telegrafendienstes tätig. Nach dem Krieg arbeitete Giuseppe Mazzotti eine Zeit lang mit den Keramikerbrüdern Valle zusammen. Tullio wurde wegen eines Kampfes mit den Faschisten verhaftet, verurteilt und später freigesprochen.

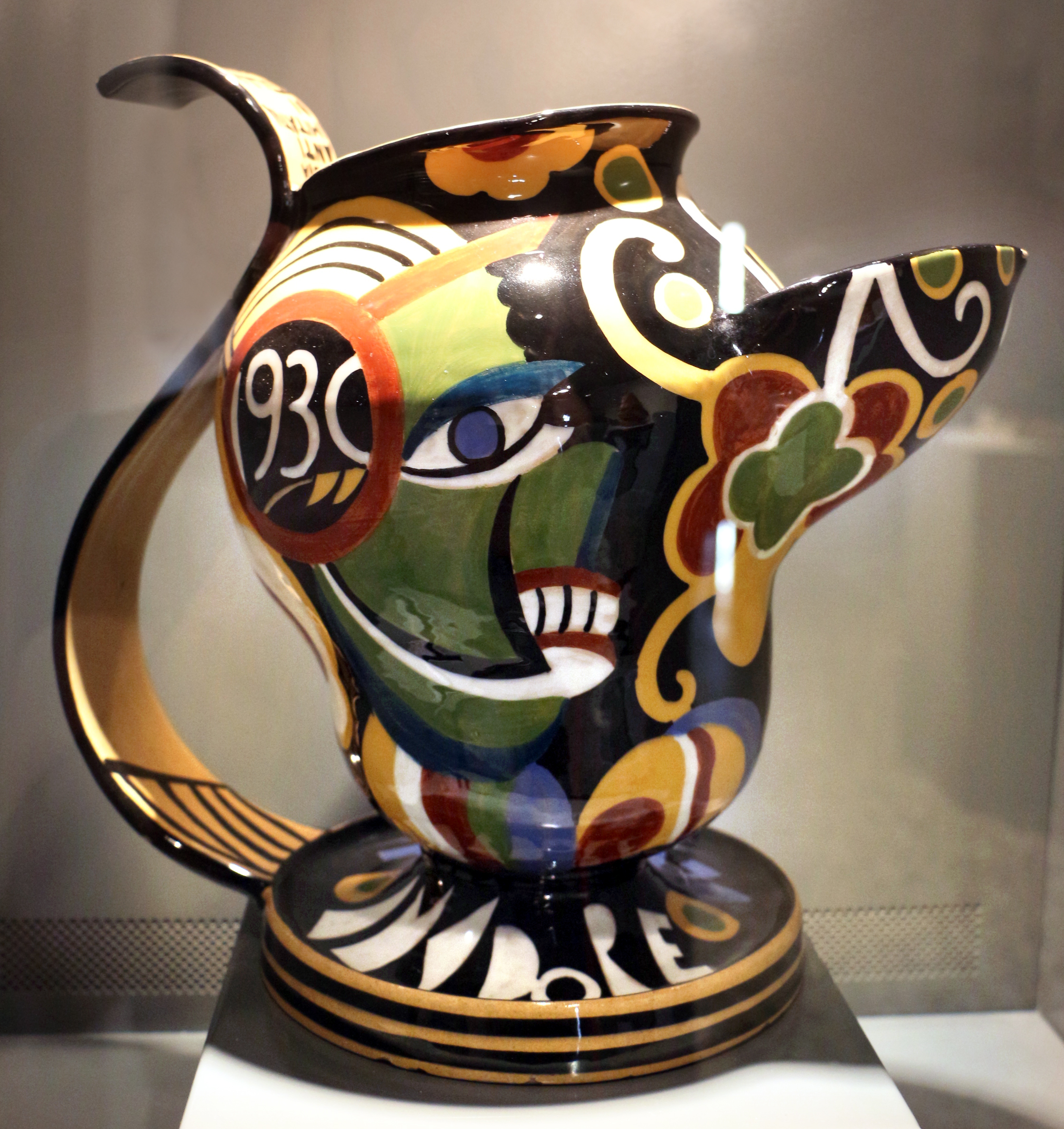
Tullio d’Albisola (Tullio Mazzotti), für die Casa Giuseppe Mazzotti, Polyzentrischer Becher Fobia anti imitativa di Tullio, 1930

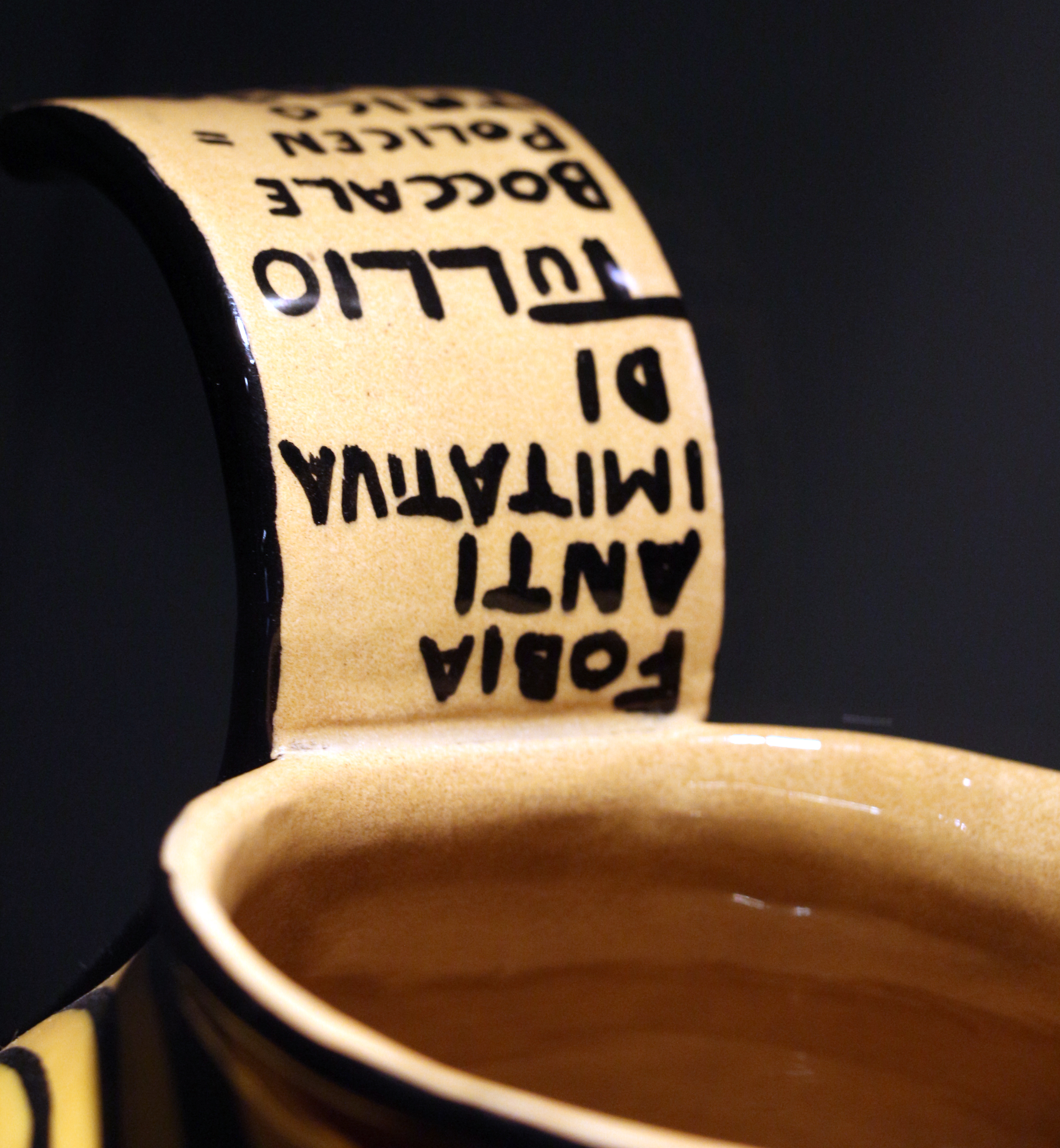
Tullio d’Albisola (Tullio Mazzotti), für die Casa Giuseppe Mazzotti, Polyzentrischer Becher Fobia anti imitativa di Tullio, 1930, Detail

1925 eröffnete die Firma Mazzotti neue Räumlichkeiten in Albisola Superiore, während sie die Produktion von Kunstkeramik in Pozzo Garrita beibehielt. Die Keramikarbeiten von Torido und Tullio wurden zur Internationalen Ausstellung für dekorative Kunst nach Paris geschickt. 1929 besuchten die Gebrüder Mazzotti einen Fortbildungskurs für künstlerische Keramik in Faenza und kamen dabei mit Gaetano Ballardini und Giuseppe Liverani, den Gründern des dortigen Internationalen Keramikmuseums, in Kontakt. Sie lernten den Umgang mit dem Elektroofen, sowohl für das dekorierte und bemalte Endprodukt als auch für die Rohkeramik. So entstand nach ihrer Rückkehr der Albisola-Stil, der die traditionelle ligurische Keramik in Geschmack und Farbe meisterhaft interpretiert.

### Futurist Tullio
Mitte der 1920er Jahre schloss sich Tullio dem Futurismus an und erhielt von Filippo Tommaso Marinetti den Spitznamen Tullio d’Albisola. Aus Turin kam eine Gruppe junger Künstler nach Albisola: der bulgarische Architekt Nicolay Diulgheroff, der Triestiner Farfa (Vittorio Tommasini), Pippo Oriani, Mino Rosso, Alberto Sartoris und Fillia (Luigi Colombo), die Zeichnungen und Modelle für die Firma Mazzotti anfertigten. Albisola wurde zu einem Treffpunkt für Maler, Bildhauer und Intellektuelle, die mit der futuristischen Bewegung verbunden waren.
1925 entwarf Tullio dynamische Keramiken mit kräftigen, leuchtenden Farben und vom Futurismus inspirierten Formen: die ersten antidekorativen Keramiken, oder antimitative, wie Tullio sie in seiner Broschüre La ceramica futurista (Savona, 1939) definierte. Die Firma Mazzotti übernahm das Motiv des Brennofens als Markenzeichen, gefolgt von den Initialen „M.G.A.“ (Mazzotti Giuseppe Albisola). Auch die jüngere Schwester Vittoria und ihr Ehemann Marino Baldantoni arbeiteten im Familienbetrieb mit.

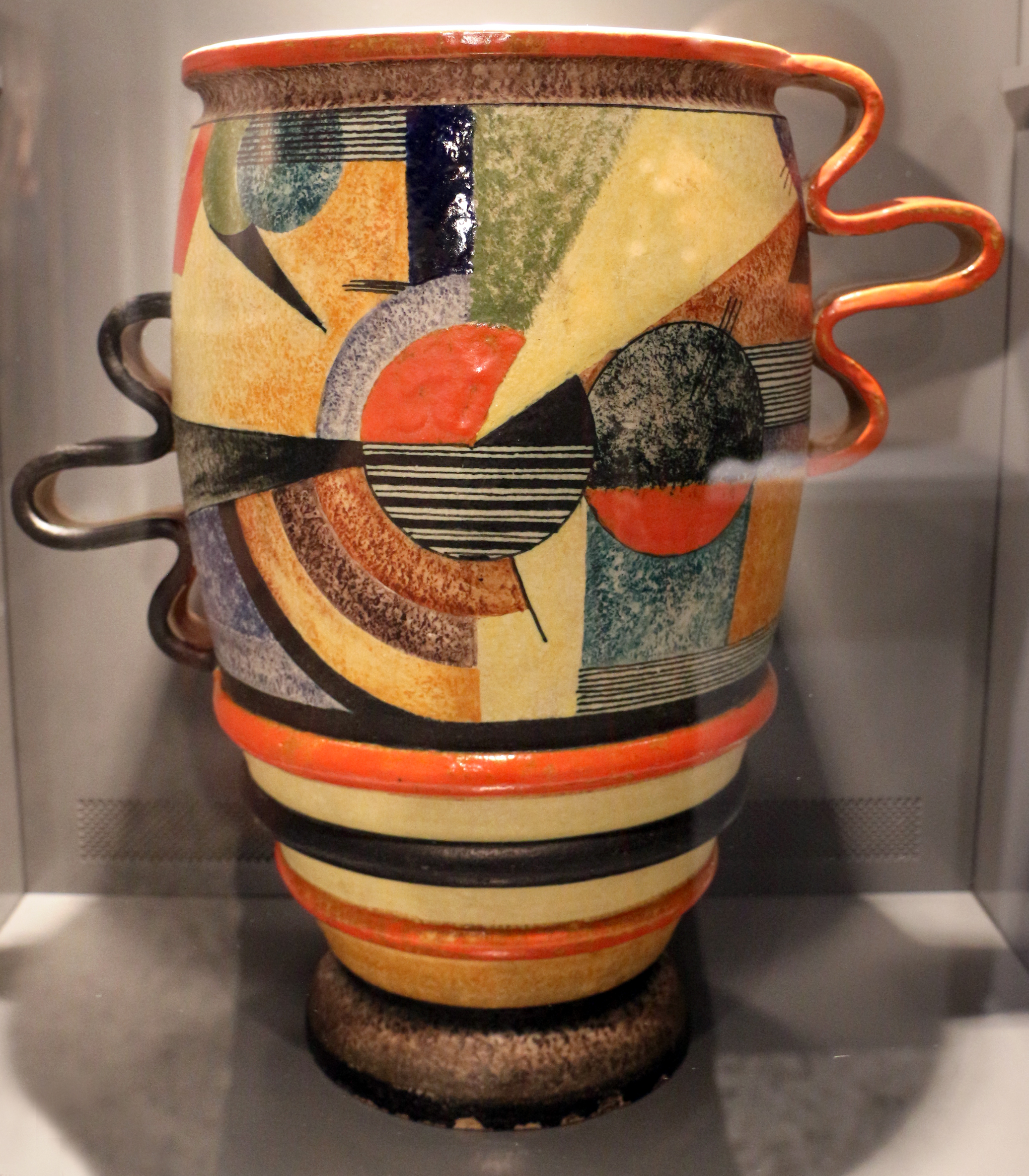
Nicolay Diulgheroff für die Casa Giuseppe Mazzotti, Vase, ca. 1932

1927 nahm Tullio an der III Biennale di arti decorative der ISIA in Monza teil. Er begann mit Bruno Munari zusammenzuarbeiten und schuf Modelle und Dekorationen mit innovativen und zerlegten Formen. 1928 stellt er die Presepe strapaesano auf der Mostra dei presepi antichi e nuovi (Ausstellung alter und neuer Krippen) im Palazzo Madama in Turin aus. Im Jahr 1929 nahm er an der Ausstellung „Trentatré futuristi“ teil, die von Fillia in der Galleria Pesaro in Mailand organisiert wurde. Zwischen 1930 und 1932 gründet Tullio mit Alf Gaudenzi, Giacomo Picollo und anderen Genueser Künstlern die „Gruppo Sintesi“.
1930 nahm er an der IV Triennale di arti decorative industriali e moderne di Monza, an der Ausstellung „Arte futurista“ in Alessandria, an der Ausstellung „Mostra futurista architetto Sant’Elia“ und an der Ausstellung „Ventidue pittori futuristi“ in der Galerie Pesaro in Mailand teil. Im Jahr 1931 nahm er an der Ausstellung der Gruppe „Sintesi“ in Genua, an der „Futuristischen Ausstellung“ in Florenz und in Savona teil. Im Jahr 1932 nahm er an der Ausstellung „Enrico Prampolini et les aeropeintres futuristes italiens“ in der „Galerie de la Renaissance“ in Paris teil.
1936 präsentierte Tullio auf der VI. Triennale in Mailand eine 40 Quadratmeter große Keramiktafel mit der Allegorie „Le forze fasciste“ (Die faschistischen Kräfte) und nahm an der „Mostra di plastica murale“ in Genua im Palazzo Ducale mit Keramikskulpturen von Lucio Fontana teil, die er angefertigt hatte. Auf der Weltfachausstellung 1937 in Paris stellte Tullio eine 3 × 20 Meter große Keramikplatte Fregio delle corporazioni aus, die in Zusammenarbeit mit Strada entstand.

### Die hauseigene Werkstatt
1932 kaufte Tullio ein Grundstück, um ein modernes, von Diulgheroff entworfenes Werkstattgebäude zu errichten, an das 1934 ein neuer Werkstattflügel angebaut wurde. Die „Casa Mazzotti“, heute Sitz der Firma „Ceramiche Mazzotti“ und Standort des Dokumentenarchivs von Tullio d’Albisola, ist eines der wenigen futuristischen Häuser, das bis heute erhalten geblieben ist. Hier experimentierte Tullio mit avantgardistischen Techniken, indem er Keramik in Formen goss und mit ungewöhnlichen Farben bemalte.

### Futuristisches Veröffentlichungen
Im Oktober 1932 veröffentlichte Tullio in der Zeitschrift „Futurismo“ die Titel Le ceramiche futuriste di Tullio d’Albisola. Le realizzazioni futuriste in provincia di Savona erschien im November 1932; Ceramiche e vetri im Januar 1933 und Ceramisti d’eccezione im April 1933, zusammen mit La Santabarbara futurista. In der Monatszeitschrift „Stile futurista“, die von Enrico Prampolini und Fillia herausgegeben wurde, veröffentlichte Tullio Dalle „Tre Grazie“ neoclassiche alle aeroceramiche futuriste (Oktober 1934). Anschließend veröffentlichte er das Buch La ceramica futurista (Savona, 1939).

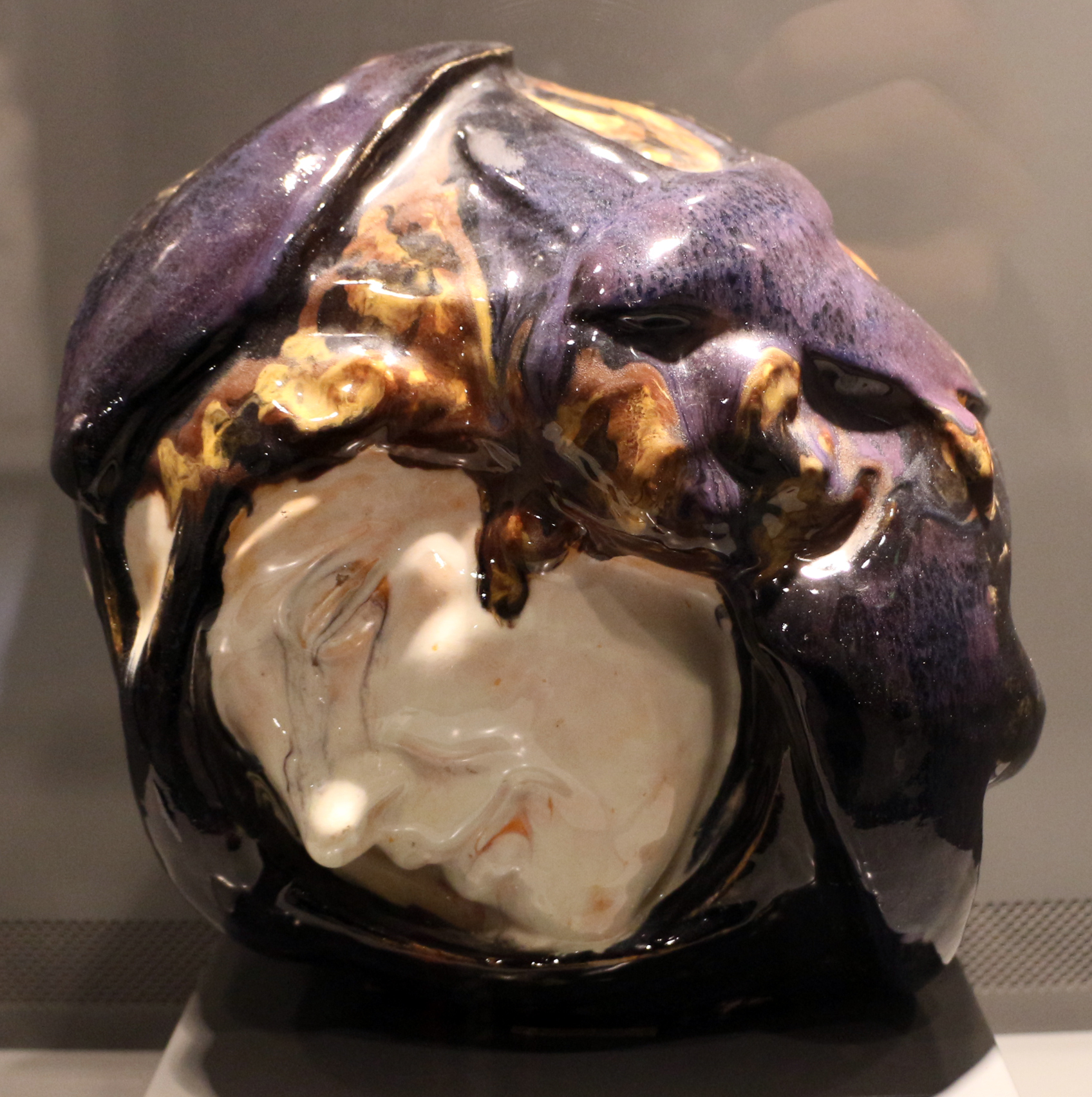
Giovanni Prini, für die Casa Giuseppe Mazzotti, Primavera (Schwalbe), bemalte Majolika, Albisola 1921

### „Lito-Latta“
1932 entwarf er zusammen mit Marinetti das erste Buch, das auf Weißblech-Blättern gedruckt und in Farbe lithographiert wurde. Die Verlage waren „Lito-Latta“ und „Edizioni futuriste di poesia“. 1934 erschien das Buch L’anguria liricain Weißblech mit einer Einleitung von Marinetti und 12 ganzseitigen Farblithographien von Bruno Munari. Es handelt sich um eine Sammlung von Gedichten, die auf 42 Weißblechblättern in einer Auflage von 101 Exemplaren gedruckt wurden, von denen 50 im Handel erhältlich waren. 1934 erschien Parole in libertà futurista. Tattili termiche olfattive von Marinetti, bestehend aus 15 Blechblättern mit 9 poetischen Texten und 12 ganzseitigen Farblithographien von Tullio d’Albisola.

### Bildhauerei und Monumentalkeramik
Tullio entwarf eine Skuplturenserie aus einer Chrom-Aluminium-Legierung, die ab 1930 in der Gießerei Mantegazza in Varazze hergestellt wurden. Am 10. April 1937 unterzeichnet er zusammen mit anderen, darunter Benedetta Cappa Marinetti und Enrico Prampolini, in der „La Gazzetta del Popolo“ Marinettis Manifest Poesia e arti corporative (Poesie und korporative Künste), in dem es heißt, dass die „neue Aufgabe der Poesie und der Künste im kaiserlich-faschistischen Italien, Tochter des Blitzkrieges, [darin besteht], die Idealisierung der individuellen konzeptuellen, administrativen, manuellen, mechanisch-chemischen Arbeit mit einer gewinnbringenden Verteilung von Intuition und kreativem Engagement zu organisieren“.
1939–40 stellt Tullio in Neapel vor der Triennale d’Oltremare eine monumentale Keramikwand auf, die auf einem Entwurf von Enrico Prampolini basiert. Im Jahr 1942 präsentiert er in Rom das Projekt Strada d’oro mit den Maßen 1000 × 30 m für die Zukunftsausstellung „E 42“. Nach dem Tod ihres Vaters im Jahr 1944 nehmen die Brüder Mazzotti die traditionelle Produktion wieder auf und arbeiten vor allem für Süßwaren- und Pharmaunternehmen.

### Letzten Jahre
In den 1950er Jahren nutzten die Brüder Mazzotti die Zusammenarbeit mit Künstlern wie Lucio Fontana – der seit 1935 als Keramikbildner für Mazzotti tätig war –, Giacomo Manzù, Giuseppe Capogrossi und Aligi Sassu. 1954 wurde Tullio zum außerordentlichen Mitglied der Internationalen Akademie für Keramik in Genf ernannt. 1959 trennten sich die Brüder: Torido wurde zusammen mit seinen Söhnen und später mit seinen Neffen alleiniger Inhaber des Unternehmens „Giuseppe Mazzotti“ (G.M.A.); Tullio gründete stattdessen mit seiner Schwester Vittoria und seiner Nichte Esa Baldantoni das Unternehmen „Vittoria Mazzotti“: heute ist es das Unternehmen „Ceramiche Mazzotti“.
In den 1960er Jahren veröffentlicht Tullio den Gedichtband Amore del „gran fuoco“ (Mailand, 1963) und die Aufsätze La ceramica popolare ligure (Mailand, 1964) und Ceramiche omaggio a N. S. di Misericordia, per il 150 anniversario dell’incoronazione di N. S. di Misericordia (Savona, 1966). Im August 1965 wurde er mit der Goldenen Rose von Albisola ausgezeichnet.
Ein wichtiger Teil der Werke von Tullio d’Albisola befindet sich im Internationalen Keramikmuseum in Faenza. Die Stiftung „Giuseppe Mazzotti“ wurde 2002 gegründet. Bedeutende Dokumente wurden von Danilo Presotto in vier Bänden in den Quaderni di Tullio d’Albisola (Savona, 1981–87) herausgegeben.